# Мезорака
Мезорака (итал. Mesoraca) — коммуна в Италии, располагается в регионе Калабрия, подчиняется административному центру Кротоне.
Население составляет 6885 человек (на 2004 г.), плотность населения составляет 76,2 чел./км². Занимает площадь 93 км². Почтовый индекс — 88838. Телефонный код — 0962.
Покровителем населённого пункта считается святитель Николай Чудотворец. Праздник ежегодно празднуется 6 декабря.

## Города-побратимы
- Лавена-Понте-Треза, Италия